# Альбанов, Валериан Иванович
Валериа́н Ива́нович Альба́нов (1882—1919) — полярный штурман, участник дрейфа на паровой шхуне «Святая Анна».

## Детство и юность
Родился Валериан Альбанов 26 мая 1882 года в городе Уфе. Его отец был ветеринарным врачом в пятом Оренбургском казачьем полку. Семья неоднократно переезжала из города в город, и Альбанову приходилось очень часто менять гимназии. В 1900 году Альбанов поступил в начальный класс Санкт-Петербургского училища дальнего плавания. Рано потеряв отца, подрабатывал репетиторством и продажей моделей кораблей, которые собирал сам. Летом ходил на торговых судах матросом.
После окончания училища весной 1904 года Альбанов стал штурманом второго разряда, ходил на пароходе «Обь» по Енисею и Енисейскому заливу. До получения в 1908 году диплома штурмана дальнего плавания Альбанов прошёл военную службу на корабле Балтийского флота, два года служил помощником капитана в Северной морской экспедиции. На пароходе «Обь» Альбанов плавал по Енисею от Красноярска до Енисейского залива, руководил установкой вех по фарватеру, занимался лоцманской проводкой судов в Енисейском заливе. Затем год был штурманом на пароходах, совершавших рейсы из Баку в Астрахань и Красноводск.
Получив диплом, Альбанов в 1908 году служил старшим штурманом на паровой яхте, ходившей между Санкт-Петербургом и портами прибалтийских стран. В 1909 году он перешёл на суда, маршруты которых проходили по северным морям. Два года был штурманом на линии Архангельск — порты Англии, а потом почти год плавал старшим помощником из Архангельска к промысловым становищам Баренцева моря.

## Экспедиция на «Святой Анне» и переход к Земле Франца-Иосифа

Карта района экспедиции лейтенанта Брусилова в 1912—1914 гг. из книги В. И. Альбанова «На юг к Земле Франца Иосифа!» — Петроград, 1917 год.

В 1912 году Альбанов познакомился с Г. Л. Брусиловым, который предложил ему должность штурмана на шхуне «Святая Анна». Целью экспедиции Брусилова было первое под российским флагом прохождение Северо-Восточным проходом и попутный зверопромысел. «Святая Анна» вышла из Санкт-Петербурга в августе 1912 года.
28 августа (10 сентября) 1912 года шхуна отошла от Александровска-на-Мурмане (ныне Полярный), имея запас продовольствия на 18 месяцев. Дополнительное снабжение предполагалось добывать охотой. 4 (17) сентября 1912 года шхуна прошла в Карское море, но уже на следующий день проход во льдах, по которому они шли, оказался закрыт. Шхуна с переменным успехом пробивалась во льдах от полыньи к полынье, но уже 27 сентября (10 октября) 1912 года стал последним днём, когда она двигалась самостоятельно. Шхуна оказалась зажата льдами у западного побережья Ямала на широте 71°45', и под сильным южным ветром начался дрейф ледового поля с вмёрзшим судном; вместо намеченного курса на восток, судно начало продвигаться в северном и северо-западном направлении. Альбанов подробно рассказал в своём дневнике о событиях двухлетнего дрейфа, за время которого шхуну вынесло севернее архипелага Земля Франца-Иосифа.
По причине длительного конфликта с Брусиловым, а также под угрозой надвигающегося голода 10 (23) апреля 1914 года Альбанов покинул зажатое льдами судно в точке с координатами 82°55,50′ с. ш. 60°45′ в. д. и во главе группы из 11 человек начал свой переход по дрейфующим льдам к Земле Франца-Иосифа. Во время перехода двое участников (предположительно, матросы Конрад и Шпаковский — Альбанов не назвал явно их имён) оставили более слабых участников и ушли вперёд налегке, но на Земле Франца-Иосифа группа снова воссоединилась.
Во время перехода погибло или пропало без вести 9 человек. Двоим оставшимся в живых — Альбанову и матросу Конраду — удалось 9 (22) июля 1914 года добраться до мыса Флора на острове Нортбрук, где, как они знали из книги Фритьофа Нансена, были строения и запасы продовольствия. Там они стали готовиться к зимовке. 20 июля (2 августа) 1914 года к мысу подошла шхуна «Святой мученик Фока» экспедиции Г. Я. Седова, которая после зимовки на острове Гукера пришла сюда, чтобы разобрать на топливо некоторые постройки. 25 июля (7 августа) 1914 года шхуна с Альбановым и Конрадом отплыла от мыса Флора и 17 (30) августа 1914 года прибыла в посёлок Рында на Кольском полуострове.

## Научные результаты экспедиции
Доставленные Альбановым материалы экспедиции Брусилова позволили систематизировать сведения о течениях, определить границы материковой отмели, выявить подводный жёлоб Святой Анны на границе между Карским и Баренцевым морями, предсказать открытие острова Визе.
На основании наблюдений Альбанова во время пешего перехода выявлена закономерность дрейфа льдов в юго-западном направлении и открыто Восточно-Шпицбергенское течение.
Группа Альбанова независимо от Умберто Каньи обнаружила мифичность Земли Петермана и Земли Оскара. Для навигации Альбанов располагал только устаревшей картой Юлиуса Пайера 1874 года, приведённой в книге Нансена, где эти острова ещё были обозначены.

## Дальнейшая судьба
Альбанов с ноября 1914 года работал в должности второго помощника на ледорезе «Канада», в 1915 году был капитаном военного транспорта «Эклипс», а с середины 1916 года — капитаном портового ледокола в Архангельске.
Отсутствие вестей о «Святой Анне» в сентябре 1917 года привели Альбанова к нервному срыву, он был направлен в госпиталь и затем уволен с военной службы.
Работал на портовых судах в Ревеле. В 1918 году с матерью и сёстрами уехал в Красноярск и поступил на должность гидрографа Енисейской партии Гидрографической экспедиции Северного Ледовитого океана.
В 1919 году Альбанов обратился к Верховному правителю России А. В. Колчаку с просьбой об организации новой экспедиции для поиска «Святой Анны», но это обращение не имело последствий.

## Смерть
В 1919 году Альбанов, видимо, возвращаясь от Колчака, погиб в районе железнодорожной станции Ачинск. По одной версии, он ехал в поезде из Омска, когда на станции «Ачинск» взорвался эшелон с боеприпасами, по другой — умер от тифа на станции «Ачинск-1» в тифозном бараке.

## Память

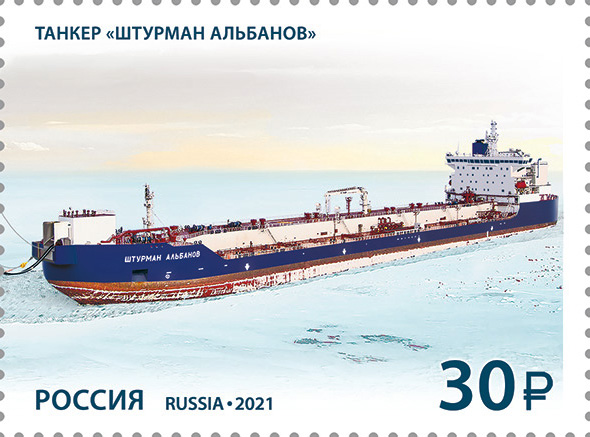
Почтовая марка России 2021 год. Серия Морской флот России. Танкер «Штурман Альбанов»

В честь Валериана Альбанова названы:
танкер «Штурман Валериан Альбанов»,
- гидрографическое судно ледового класса «Валериан Альбанов»,
- мыс Альбанова на острове Гукера в архипелаге Земля Франца-Иосифа[6],
- остров Альбанова вблизи острова Диксон в Карском море (назван в 1962 году[6]),
- ледник Альбанова на острове Октябрьской революции в архипелаге Северная Земля (назван в 1953 году[6]).

Теплоходу Уфимского филиала Московской Государственной Академии Водного Транспорта «Речной-62» присвоено имя «Штурман Альбанов».
- Арктический челночный танкер «Совкомфлота» «Штурман Альбанов»
- Уфа, ул. Аксакова, 6 — деревянный дом опекуна (родной дядя), где после смерти отца находил приют во время учебы в гимназии. Мемориальной доски нет.

В Уфе 09.11.2022 открыли барельеф исследователя Арктики Валериана Альбанова. Скульптура была отлита из бронзы и установлена на одном из домов по улице Аксакова — на том месте, где когда-то знаменитый полярник жил у своего дяди.
- экспозиция в музее при Уфимском филиале Волжского университета речного флота.
- Музей полярников имени В. И. Альбанова в Уфе.

## Образ Альбанова в художественной литературе
- Валериан Альбанов и шхуна «Святая Анна» послужили прототипами штурмана Ивана Климова и судна «Святая Мария» в романе Вениамина Каверина «Два капитана».
- Роман швейцарского исследователя и писателя Рене Гузи (фр. Rene Gouzy) «В полярных льдах», изданный в 1928 году в Ленинграде издательством «Вокруг света», описывает дрейф во льдах парусной шхуны «Эльвира» от лица медсестры Ивонны Шерпантье. В романе в форме дневника рассказывается об уходе части экипажа во главе со штурманом и о смерти оставшихся от голода и болезней. Издание романа сопровождалось литературной мистификацией: якобы Шарпантье перед смертью упаковала свой дневник в плавучий мешок, найденный затем китобоями[7]. Гузи разоблачил собственную мистификацию в 1931 году.